# Arroyo del Molino
El arroyo del Molino es un pequeño curso de agua de la cuenca hidrográfica del río Uruguay, ubicado en la provincia de Entre Ríos. 
Nace cerca de la ciudad de San Justo, en el departamento de Uruguay y se dirige con rumbo este hasta desembocar en el río Uruguay junto a la ciudad de Concepción del Uruguay. Da nombre al «Distrito Molino», subdivisión catastral del departamento de Uruguay. Lo atraviesa la Ruta Nacional 14.
- Datos: Q5706226